# Portella d'Orlú
La Portella d'Orlú és una collada de muntanya situada a 2.278,6 metres d'altitud del límit dels termes comunals de Formiguera, de la comarca del Capcir, a la Catalunya del Nord i d'Orlun, del País de Foix, al Llenguadoc occità.
Rep el nom de portella perquè situada al peu d'unes formacions rocoses, on s'obre com una porta. Està situada a la zona nord-oest del terme de Font-rabiosa i al nord-est del d'Orlun. És al nord-est del Coll de Terrers i al sud-oest del Pic de Baixollada.